# لارس هنريكس
لارس هنريكس (بالألمانية: Lars Hinrichs)‏ (و. 1976  م) هو مهندس ألماني، ولد في هامبورغ.